# Женска фудбалска репрезентација Чехословачке
Женска фудбалска репрезентација Чехословачке (чеш. Československá ženská fotbalová reprezentace) је био национални фудбалски тим који је представљао Чехословачку на међународним такмичењима и била је под контролом Фудбалског савеза Чехословачке  (чеш. Československý svaz fotbalový), тада владајућег тела за фудбал у Чехословачкој. Екипа је основана 1968. године.
Прва утакмица Чехословачке је одиграна 23. фебруара те године у Вијаређу, Италија, против италијанског тима који је такође дебитовао, и резултирала је поразом од 2 : 1. Током 1970. године Чехословачка се регистровала у првом незваничном покушају на Светском првенству, и требало је да дебитује 7. јула у Болоњи против Данске. Међутим, тиму није одобрена виза за путовање у западни блок и морао је да се повуче. Исто се догодило следеће године.
Прва званична женска утакмица Чехословачке одиграла се на стадиону Петржалка у Братислави 1985. и завршила се нерешеним резултатом 2 : 2 против Мађарске. Тим је тада прошао две године без победе у наредних седам утакмица.
Од октобра 1987. до новембра 1988. Чехословачка је први пут учествовала у квалификацијама за још увек незванично Европско првенство. У међувремену је учествовала у јуну 1988. на ФИФА турниру за жене 1988. у Кини, проби, за прво званично Светско првенство три године касније, где није успела да прође у четвртфинале упркос поразу Јапана и ремију са Сједињених Држава. На Европском првенству Чехословачка је поражена од Западне Немачке у последњем колу квалификација.
Током 1989. и 1990. године, Чехословачка је играла прве званичне квалификације за Европско првенство, које су послужиле и као квалификације за Светско првенство 1991. године. Овог пута тим није прошао квалификације даље од прве квалификационе фазе, заузимајући треће место у својој групи иза Немачке и Мађарске. Ни 1991/92 није успела, изгубивши овога пута од Италије. Ово је био последњи наступ тима пошто је Чехословачка престала да постоји крајем 1992. године. У наставку су основане чешка и словачка репрезентација, а Чешка је била наследница чехословачког тима.

## Такмичарски рекорд

### Европско првенство у фудбалу за жене
| Европско првенство у фудбалу за жене − резултати | Европско првенство у фудбалу за жене − резултати | Европско првенство у фудбалу за жене − резултати | Европско првенство у фудбалу за жене − резултати | Европско првенство у фудбалу за жене − резултати | Европско првенство у фудбалу за жене − резултати | Европско првенство у фудбалу за жене − резултати | Европско првенство у фудбалу за жене − резултати |                  | Квалификациони резултати | Квалификациони резултати | Квалификациони резултати | Квалификациони резултати | Квалификациони резултати | Квалификациони резултати |
| Година                                           | Рез                                              | Ута                                              | Поб                                              | Нер*                                             | Изг                                              | ГД                                               | ГП                                               | Ута              | Поб                      | Нер*                     | Изг                      | ГД                       | ГП                       |                          |
| 1984                                             | Нису учествовале                                 | Нису учествовале                                 | Нису учествовале                                 | Нису учествовале                                 | Нису учествовале                                 | Нису учествовале                                 | Нису учествовале                                 | Нису учествовале | Нису учествовале         | Нису учествовале         | Нису учествовале         | Нису учествовале         | Нису учествовале         |                          |
| 1987                                             | Нису учествовале                                 | Нису учествовале                                 | Нису учествовале                                 | Нису учествовале                                 | Нису учествовале                                 | Нису учествовале                                 | Нису учествовале                                 | Нису учествовале | Нису учествовале         | Нису учествовале         | Нису учествовале         | Нису учествовале         | Нису учествовале         |                          |
| 1989                                             | Нису се квалификовале                            | Нису се квалификовале                            | Нису се квалификовале                            | Нису се квалификовале                            | Нису се квалификовале                            | Нису се квалификовале                            | Нису се квалификовале                            | 10               | 4                        | 5                        | 1                        | 11                       | 6                        |                          |
| 1991                                             | Нису се квалификовале                            | Нису се квалификовале                            | Нису се квалификовале                            | Нису се квалификовале                            | Нису се квалификовале                            | Нису се квалификовале                            | Нису се квалификовале                            | 6                | 3                        | 0                        | 3                        | 8                        | 10                       |                          |
| 1993                                             | Нису се квалификовале                            | Нису се квалификовале                            | Нису се квалификовале                            | Нису се квалификовале                            | Нису се квалификовале                            | Нису се квалификовале                            | Нису се квалификовале                            | 4                | 2                        | 1                        | 1                        | 7                        | 6                        |                          |
| Укупно                                           | -                                                | -                                                | -                                                | -                                                | -                                                | -                                                | -                                                | 20               | 9                        | 6                        | 5                        | 26                       | 22                       |                          |

#### Утакмице
| Такмичење                           | Фаза         | Резултат      | Противник        | Позиција | Белешке |
| ----------------------------------- | ------------ | ------------- | ---------------- | -------- | ------- |
| ФИФА турнир по позиву за жене 1988. | 1. коло      | 0 : 1         | Шведска          |          |         |
|                                     |              | 2 : 1         | Јапан            |          |         |
|                                     |              | 0 : 0         | Сједињене Државе | 3 од 4   |         |
| Квалификације за ЕП 1989.           | 1. коло      | 1 : 1 и 0 : 0 | Белгија          |          |         |
|                                     |              | 1 : 0 и 2 : 0 | Шпанија          |          |         |
|                                     |              | 1 : 0 и 3 : 0 | Бугарска         |          |         |
|                                     |              | 2 : 2 и 0 : 0 | Француска        | 2 од 5   |         |
|                                     | Четвртфинале | 1 : 1, 0 : 2  | Немачка          |          |         |
| Квалификације за ЕП 1991.           | 1. коло      | 2 : 0 и 3 : 2 | Бугарска         |          |         |
|                                     |              | 0 : 5 и 0 : 1 | Немачка          |          |         |
|                                     |              | 0 : 2 и 3 : 0 | Мађарска         | 3 од 4   |         |
| Квалификације за ЕП 1993.           | 1. коло      | 2 : 1 и 3 : 0 | Пољска           |          |         |
|                                     |              | 0 : 3 и 2 : 2 | Италија          | 2 од 3   |         |